# Nicholas Wiseman
Nicholas Patrick Stephen Wiseman (Sevilla, 1802. augusztus 2. – 1865. február 15.) bíboros, westminsteri érsek, a katolikus egyház újjáalkotója Angliában.

## Életpályája
Ír szülők gyermeke. Gyermekkorában került Angliába, 18 éves korától kezdve a római angol kollégiumban tanult és fejezte be tanulmányait. Pappá szentelték 1824-ben és teológiai doktor lett. Tanított a római egyetemen és a collegium anglicanum rektora volt. Angliába visszatérve 1835-ben egyházának felélesztése céljából tudományos felolvasásokat tartott a katolikus egyház tanairól és szokásairól, három lapot alapított (Dublin Review, Catholic Magazine és Tablet), amelyekben a katolikus tant és annak viszonyát a kor haladásához kitűnően fejtegette. Oscottban a Tract Society-t alapította a vallásos röpiratok terjesztésére és a Society of English Ladies-t szegény katolikus templomok, zárdák, iskolák és kórházak felszerelésére. 1840-ben melopotamosi címzetes püspök, Mindland megye apostoli vikáriusának segédje és az oscotti Maria-kollégium igazgatója lett. 1849-ben a londoni egyházkerület apostoli vikáriusa. Már 1847-ban terjesztette IX. Piusz pápa elé a katolikus hierarchia Angliában való helyreállításának tervezetét, amit ez 1850. szeptember 29-én Universalis Ecclesiae konstituciójával meg is tett, egyben Wiseman-t westminsteri érsekké és bíborossá nevezte ki. A pápai rendelkezést a fanatikus protestánsok a legnagyobb haraggal fogadták; számtalan beszédet tartottak ellene, röpiratokat bocsátottak ki, a népet izgatták, sőt az angol parlament 1851-ben külön billt bocsátott ki, mely szerint a katolikusok nem viselhettek angol városoktól vett püspöki címeket, nyilvánosan nem volt szabad megjelenniük papi ruhában stb. De a vihar nevezetes következmények nélkül vonult el, a hierarchia nyugodtan állott és a billt 1871-ben visszavonták. Wiseman továbbra is zavartalanul folytatta működését szóban és írásban.
Wiseman mint angol író széles ismeretekkel az összes teológia és a keleti nyelvek terén mintaszerű, világos, vonzó előadást és klasszikus stílust kötött össze. Alig 18 éves korában Horae Syriacae művével lépett föl. Ezenkívül tömérdek előadást és értekezést írt.

## Magyarul megjelent művei
- A szentély lámpája (fordította Szabóky Adolf, Pest, 1860)
- W. bibornok visszaemlékezései a négy utolsó pápára és Rómára korunkban (fordította Bodnár Zsigmond, Esztergom, 1861)
- Két kis szinmű (ford. Csiky Gergely, Pest, 1864)
- Püspöki szó a protestánsokhoz (ford. a nagyobb papnövendékek Szt.-Imre-egyesülete, Győr 1867)
- A tudomány összhangzásban a kinyilatkoztatással (fordította a pesti növendékpapság magyar egyházirodalmi iskolája, Pest, 1868)
- Fabiola, vagy a katakombák egyháza (ford. Holló Mihály, Szent István Társulat, Pest, 1856)
- Fabiola, vagy a katakombák egyháza (ford. Haudek Ágoston, Budapest, 1888)